# Sous-préfecture de Parelheiros
La sous-préfecture de Parelheiros est l'une des 32 sous-préfectures de la municipalité de São Paulo. Elle est composée de deux districts : Parelheiros et Marsilac, qui représentent ensemble une superficie de 353,5 km² et habitée par plus de 150 mille personnes. C'est la sous-préfecture qui gère le territoire le plus vaste et le moins densément peuplé. Situé à l'extrémité sud de la municipalité, à 10 km de la mer. Cette sous-préfecture est régie par la loi n° 13 999 du 1er août 2002.

## Histoire
La région a reçu ce nom en raison des couples (parelhas en portugais) qui ont eu lieu entre les Allemands et les Brésiliens (courses de chevaux). Elle s'appelait autrefois Santa Cruz. En 1829, plusieurs familles d'immigrants allemands sont envoyées pour coloniser la région, transformant le territoire en un lieu productif. En tant que première activité économique de la région, l'extraction du bois s'est démarquée, tout le matériel extrait était fourni aux scieries de Santo Amaro qui utilisaient le bois brut pour produire des meubles et des structures pour la construction civile.
Sans apports gouvernementaux, le site se détériore rapidement et est progressivement abandonné tandis que la population cherche de nouvelles opportunités dans des endroits plus centraux de la municipalité.
En 1940, la région de Parelheiros a commencé à recevoir un nombre considérable d'immigrants japonais, contribuant au développement de l'agriculture et de la région, qui a transformé la région en la plus grande zone agricole de São Paulo.
Il existe également des villages indigènes qui préservent leur culture et leurs traditions même dans la municipalité de SP. Situées approximativement sur l'estrada da Barragem, ces tribus gardent leurs coutumes, religions, cultures et langues vivantes.
Le Cratère de Colônia est le résultat de l'impact d'un corps céleste qui a frappé la région il y a des millions d'années. Cet important repère écologique mesure 3,6 km de diamètre et comporte quelques lots irréguliers sur le territoire.
Comme Parelheiros est un patrimoine environnemental important, son importance pour la ville est notoirement prouvée par la quantité de richesses naturelles. L'ancien maire régional Elard Biskamp souhaitait développer le tourisme dans la région, en utilisant l'immense espace vert et dépaysant de la région, pouvant ainsi contribuer au développement économique de Parelheiros et améliorer la qualité de vie des habitants locaux.

## Équipement public
- Banque du Brésil Parelheiros
- UPA Parelheiros[7]
- Hôpital Parelheiros[8]
- 50e bataillon de la police militaire métropolitaine
- 25e district de police de Parelheiros
- Garde civile métropolitaine - Détachement de Parelheiros
- Terminus Parelheiros
- Service de pompiers de Parelheiros
- Programa Acessa São Paulo
- Bom Prato
- Poste d'accès public à Internet
- Championnat municipal de football amateur de São Paulo
- Éducation[9]